# Área metropolitana de La Crosse
El área metropolitana de La Crosse, región Coulee o Área Estadística Metropolitana de La Crosse, MN-WI MSA como la denomina oficialmente la Oficina de Administración y Presupuesto, es un Área Estadística Metropolitana centrada en la ciudad de La Crosse, abarcando parte de los estados estadounidenses de Minnesota y Wisconsin. El área metropolitana tiene una población de 133.665 habitantes según el Censo de 2010, convirtiéndola en la 291.º área metropolitana más poblada de los Estados Unidos.

## Composición
La zona está compuesta por los siguientes condados junto con su población según los resultados del censo 2010:
- Condado de Houston (Minnesota)– 19.027 habitantes
- Condado de La Crosse (Wisconsin)– 114.638 habitantes

## Principales comunidades del área metropolitana
Ciudad principal o núcleo:
- La Crosse (Wisconsin)

Otras comunidades con menos de 10.000 habitantes:
- Bangor (Wisconsin)
- Barre Mills (Wisconsin)
- Burns (Wisconsin)
- Caledonia (Minnesota)
- Campbell (Wisconsin)
- Farmington (condado de La Crosse, Wisconsin)
- French Island (Wisconsin)
- Greenfield (Wisconsin)
- Hamilton (Wisconsin)
- Holland (Wisconsin)
- Holmen (Wisconsin)
- La Crescent (Minnesota)
- Medary (Wisconsin)
- Mindoro (Wisconsin)
- Onalaska (Wisconsin)
- Rockland (Wisconsin)
- Shelby (Wisconsin)
- Spring Grove (Minnesota)
- Stevenstown (Wisconsin)
- Washington (condado de La Crosse, Wisconsin)
- West Salem (Wisconsin)